# Tomb Raider: Legend
Tomb Raider: Legend (también conocido como Lara Croft Tomb Raider: Legend) es un videojuego de acción-aventura de disparos en tercera persona desarrollado por Crystal Dynamics y publicado por Eidos Interactive. Es la séptima entrada principal de la serie Tomb Raider y un reinicio de la serie que reimaginó los orígenes y el personaje de la protagonista de la serie Lara Croft. El juego fue lanzado en 2006 para Microsoft Windows, PlayStation 2, Xbox, Xbox 360, PlayStation Portable, GameCube, Game Boy Advance, Nintendo DS y teléfonos móviles. Un port de PlayStation 3 fue lanzado en 2011 como parte de The Tomb Raider Trilogy.
Legend detalla la búsqueda de Lara Croft de la espada mítica Excalibur, corriendo por todo el mundo contra su antigua amiga Amanda Evert. El juego presenta a Lara navegando por niveles lineales, luchando contra enemigos y resolviendo rompecabezas ambientales para progresar. Las versiones DS y GBA comparten la historia del juego, mientras que el juego deportivo se ajusta a las plataformas. La versión móvil adapta las ubicaciones del juego a matamarcianos escenarios de plataformas y combate basados en comandos.
Tras el fracaso crítico del Tomb Raider: The Angel of Darkness de Core Design, Eidos transfirió el desarrollo del próximo Tomb Raider al desarrollador estadounidense Crystal Dynamics, que comenzó la producción en 2004. El objetivo era revitalizar la franquicia, con el rediseño tanto del juego como de la propia Lara. El creador de Lara Toby Gard fue traído a bordo para ayudar con esto y estuvo profundamente involucrado en el proyecto. El compositor Troels Brun Folmann diseñó la música para cambiar durante los niveles a medida que el jugador progresa.
Legend recibió críticas generalmente positivas, y muchos elogiaron el juego como un regreso a la forma de la serie, y ganaron o fueron nominados a múltiples premios de juegos. Los puertos GBA y DS recibieron puntuaciones más bajas debido al impacto de las limitaciones de hardware en el juego. Vendiendo más de tres millones de copias en todo el mundo, Legend ayudó a revitalizar la marca Tomb Raider y restableció a Lara Croft como un icono de los juegos. El juego fue seguido por dos juegos más ambientados en la misma continuidad; Tomb Raider: Anniversary, un remake del primer juego de la serie que se lanzó en 2007, mientras que una secuela directa de Legend, Tomb Raider: Underworld, que siguió en 2008.

## Trama
En un flashback vemos a Lara Croft, protagonista de la serie, en su infancia junto a su madre Amelia. Ambas sobrevuelan las cordilleras nevadas de Nepal en una avioneta. Súbitamente, son sorprendidas por una tormenta en mitad del vuelo a casa. La avioneta, a pesar de los esfuerzos del copiloto, pierde el control y se estrella. Solo sobreviven Lara y su madre, quienes se refugian temporalmente en un Templo en ruinas escondido entre las montañas Nepalesas. En este templo se encuentra un portal tele-transportador, el cual es activado accidentalmente por Lara, lo que más adelante lleva a que Amelia sea absorbida tras retirar la espada que actuaba como llave de dicho portal.
La historia se traslada luego a Tiahuanaco, Bolivia, con Lara ya adulta buscando un zócalo de piedra, pero los hombres de James Rutland, uno de los villanos del videojuego, la encuentran, lo que desencadena en un combate. Después de varios incidentes, Lara logra encontrar el primer fragmento de una especie de espada mágica. Pero es robado por Rutland, quien además le menciona que su amiga Amanda, que dio por muerta en Paraíso, Perú, sigue viva. 
Al enterarse de esto, Lara cambia el rumbo de su viaje y vuelve a Paraíso con el objetivo de encontrarse con su amiga, Anaya. Brevemente después de encontrarse, Lara se enfrenta a otro grupo de enemigos comandado por Rutland. Luego del combate, Zip le comenta a Lara que Anaya es perseguida por hombres armados y Lara se monta en una moto, lo que da inicio a una persecución que termina en el rescate de Anaya.
Una vez en Paraíso, el juego inicia otro flashback en que se narra el momento en que Lara creyó ver morir a Amanda y demás amigos de la protagonista fueron asesinados por una extraña criatura. En este momento se explica que Lara abandona a sus compañeros para no sufrir su mismo destino, lo que enfurece a Amanda, quién con los años logra dominar a la entidad que la atacó en dicho incidente.
Lara le comenta a Anaya lo ocurrido y vuelven juntas a las ruinas de Paraíso, donde Lara descubre las intenciones de Amanda: conseguir los fragmentos de la espada Excalibur y dirigirse a Bolivia, para utilizarla en una especie de templo en el que la espada solo puede introducirse una vez y por una sola persona. 
Después de salir de las Ruinas del Perú, Lara se dirige a Japón, a enfrentarse a un grupo de yakuza dirigidos por Shogo Takamoto. Ahí es donde descubre la importancia de la espada Excalibur del Rey Arturo y también obtiene el primer fragmento a encontrar dentro del videojuego. 
Luego de esto, va a Ghana a buscar la llave de Ghalali y resulta robar un fragmento más de la espada a Rutland. La siguiente localización del juego es Kazajistán, donde se encuentra un fragmento que estaba siendo investigado por los Kazajos en los años 50, hasta que un misterioso desastre hizo que la KGB detuviera la investigación. Aquí, Lara se encuentra con Amanda y obtiene de ella el tercer fragmento de la espada. 
Después embarca Inglaterra, con destino a recuperar un fragmento que se encuentra en la tumba del Rey Arturo. Sin embargo, al llegar a las tumbas de los caballeros de la mesa redonda, Lara se encuentra con el rey Arturo congelado, sosteniendo el fragmento en sus manos. 
A continuación, Lara se dirige a Nepal buscando los restos del avión que aparece al comienzo de la historia, pues su objetivo es recobrar un prendedor de su madre que podría ser el último fragmento de la espada. En este viaje, Lara encuentra una especie de imperio y luego discute con Amanda para así obtener el quinto fragmento.
En el último nivel Lara se dirige nuevamente a Bolivia, donde ella quiere incrustar la espada, pero antes debe enfrentar a un grupo de soldados enviados por Amanda. Luego de un combate en que hace uso de la espada, Lara accidentalmente da muerte a James Rutland, lo que desata una pelea entre Lara y la entidad controlado por Amanda. 
Lara sale victoriosa de esta batalla e introduce la espada en el mecanismo. En ese momento tiene un breve reencuentro con su madre, quién retira la espada. Tras esto, el mecanismo explota y Lara apunta con su pistola a Amanda, preguntándole por el paradero de su madre. Ante esto, Amanda le explica que su madre se encuentra en el supuesto Ávalon, Lara golpea a Amanda y la deja inconsciente, toma su espada y se da cuenta de lo que ocurriócon su madre. 
Luego de notar que tanto ella como Amanda buscan ir al mítico Ávalon, Lara perdona la vida de Amanda y le jura vigilarla de aquí en adelante.

## Juego
Al ser esta la primera entrega desarrollada por Crystal Dinamics, el juego diverge de Tomb Raider: El Ángel de la Oscuridad en varios aspectos. Los personajes son totalmente definidos anatómicamente, no existen figuras más bien cuadradas como en los anteriores lanzamientos y los escenarios son más amplios y más detallados.[cita requerida] Además, este juego agrega nuevos movimientos, accesorios y armas a los que se habían visto antes en la saga. Estos permiten dinámicas nuevas para la franquicia, como el gancho magnético, que reemplaza las sogas de juegos anteriores, ya que permite usarlo en cualquier lugar de metal y hacer balancear a Lara para alcanzar nuevos lugares, como también para arrastrar objetos.
También se deja atrás el uso de las bengalas, dando paso a la linterna incluida en el pack de Lara.
Además, este es el primer juego de la franquicia en incorporar quick time events en situaciones cinemáticas de la historia
Tomb Raider: Legend cuenta también con nuevos secretos coleccionables que se distribuyen a lo largo del juego, con categorías de Bronce, Plata y de Oro para representar qué tan desafiantes son con respecto al resto.

## Niveles
1. Bolivia - Tiwanaku
2. Perú - Retorno a Paraíso
3. Japón - Tokio - Reunión Con Takamoto
4. África - Ghana
5. Kazajistán - Proyecto "Carbonek"
6. Inglaterra - La Tumba del Rey Arturo
7. Nepal - Himalaya/
8. Bolivia - El Espejo
9. Mansión Croft - Mansión Croft

## Personajes

### Principales
- Lara Croft: Es la protagonista del videojuego.
- Amelia Henshingly Croft: Científica, madre de Lara, a quien transmitió sus conocimientos. Presumiblemente murió en un viaje que realizó con Lara al Himalaya, Nepal.
- Lord Richard Croft: Arqueólogo, conde de Abington, padre de Lara. Murió asesinado en Camboya, dejando en herencia a Lara sus tres fincas en Abbington.
- Winston Smith: Mayordomo de Lara. Lord Croft lo contrató en un viaje que hizo a Irlanda, la tierra natal de Winston.
- Anaya Imanu: Ingeniera de caminos, trabaja en zonas pobres de Sudamérica, amiga de Lara. La acompañó en la tragedia de la excavación de Paraíso.
- James William Rutland Jr: Hijo de un senador de Estados Unidos,  vivió su niñez con grandes lujos. Estudió en West Point ganando méritos propios.  Está acostumbrado a conseguir todo lo que quiere.
- Alister Fletcher: Es el especialista en documentación de Lara, y un apasionado de la historia. Lleva 15 años tratando de conseguir un doctorado en Oxford, aunque aún no lo logró.
- Zip: Es la mano derecha de Lara. Fue un cocinero eminente de la Europa Occidental, hacker informático, y durante su juventud estuvo en prisión.
- Amanda Evert: Antigua amiga de Lara, antropóloga cultural que soñaba con demostrar que algunos mitos de la historia eran ciertos. Se cree que murió en la excavación de Paraíso, Perú, pero descubren que está viva.

### Secundarios
- Shogo Takamoto:(Takamoto-san) Es el líder de la mafia japonesa (yakuzas). Era prestigioso hasta que se enfrentó con Lara Croft y le quitó todo su prestigio.
- Toru Nishimura:(Nishimura-san) Es un magnate de Japón. Posee varios medios de comunicación del Sur de Japón. Fue periodista. Pero una investigación casi lo mata antes de que sea salvado por Lara Croft. Desde entonces son grandes amigos.

## Equipamiento
- Pistolas 9mm: Pistolas Gemelas RGP Match 5. Munición máxima por cartucho: 30 balas de 9mm. Disponibles durante todo el juego.
- Cable Magnético: Se puede sujetar firmemente a objetos magnéticos, permitiendo a Lara salvar obstáculos.
- Binoculares: Mejora la visualización del entorno
- Granada de fragmentación: Granadas de fragmentación JW33, con un rango de explosión letal. Si el jugador  completa el nivel Kazajistán en modo contrarreloj, esta arma tendrá munición ilimitada.
- Bengala: Sólo se usa en el nivel de la excavación arqueológica de Paraíso (flashback). Proporciona una iluminación de 15.000 cd durante un minuto.
- Equipo de comunicación portátil: Permite al jugador comunicarse con Zip o Alister.
- Lanzagranadas: Tiene largo alcance y capacidad máxima de 4 granadas. Sirve para destruir algunos jefes finales.
- Metralleta Fija: Tienen una gran función de destruir escenarios o enemigos en masa. Están en diferentes puntos del juego.
- Linterna: Ilumina el entorno durante un máximo de 30 segundos y se recarga automáticamente.
- PDA: Es como el antiguo inventario en los juegos, además de proporcionar información sobre las misiones y contar con un sistema de localización global (GPS).
- Botiquín Médico: Cada uno cura hasta un máximo del 60% de la vida de Lara. Capacidad de inventario limitada a 3 unidades.
- Escopeta: Escopeta corredora de dos cañones, ideal para ataques a corta distancia. La munición máxima es de 25 cartuchos de 5 balas. Si el jugador  completa el nivel Ghana en tipo contrarreloj, esta arma tendrá munición ilimitada.
- Rifle de Asalto: Rifle de Asalto RC650, ideal para ataques a largas distancias. Su máxima capacidad de carga es de 120 cartuchos de 30 balas. Si el jugador  completa el nivel Japón en modo contrarreloj, esta arma tendrá munición ilimitada.
- Sub Fusil: El subfusil MG415 permite disparar tiro a tiro o automáticamente. Máxima carga 120 cargas de 40 balas. Si el jugador  completa el nivel Ghana en tipo contratiempo, esta arma tendrá munición ilimitada.
- Excalibur: Mítica espada que se utiliza en el último nivel. Puede usarse en otros niveles si el jugador completa la misión Nepal en modo contrarreloj.

## Requerimientos

### Requisitos mínimos
Sistema operativo: Windows 2000, XP
Procesador: Pentium 3 a 1.0Ghz (Athlon XP o equivalente)
Memoria: 256 MB RAM
Espacio en disco duro: 10 GB
Tarjeta gráfica: 64 MB con TnL (GeForce 3Ti / Radeon 9 series) DirectX 9.0c
Requisitos recomendados:
Procesador: Pentium 4 a 3.0 GHz (Athlon XP o equivalente)
Memoria: 1 GB RAM
Tarjeta gráfica: 512 MB (Nvidia GeForce 7800 / Ati X-1800).